# Elecciones parlamentarias de Cuba de 1993
Las elecciones parlamentarias indirectas en Cuba de 1993 se realizaron el miércoles 24 de febrero de 1993 en conjunto con las elecciones para las catorce Asambleas Provinciales. Luego de la implementación de una nueva ley electoral en 1992, los votantes a partir de estos comicios comenzaron a elegir directamente a los 589 integrantes de la Asamblea Nacional del Poder Popular de Cuba (anteriormente los votantes elegían a los miembros de las 169 Asambleas Municipales, que se reunían para elegir a la Asamblea Nacional).
Más de 60 000 personas postularon para ser candidatos, de los cuales la Comisión Nacional de Candidaturas seleccionó a 589 para presentar la lista única. Los votantes podían votar por la lista completa o seleccionar algún candidato. Los 589 candidatos recibieron más del 50% de los votos requeridos para ser electos.
La participación alcanzó el 99,57%.

## Resultados
| Opción                | Votos     | %    | Escaños |
| --------------------- | --------- | ---- | ------- |
| Lista completa        | 6 939 894 | 95,1 | 589     |
| Votos selectivos      | 360 735   | 4,9  | 589     |
| Votos en blanco/nulos | 551 686   | -    | -       |
| Total                 | 7 852 364 | 100  | 589     |

## Distribución de escaños
| Tipo de representante       | Escaños |
| --------------------------- | ------- |
| Representantes locales      | 274     |
| Representantes provinciales | 180     |
| Representantes nacionales   | 135     |